# PEC Zwolle in het seizoen 1981/82
Het seizoen 1981/1982 was het 71e jaar in het bestaan van de Zwolse voetbalclub PEC Zwolle. De club kwam uit in de Eredivisie. Ook werd deelgenomen aan het toernooi om de KNVB beker.

## Wedstrijdstatistieken

### Eredivisie 1981/82
| 1e speelronde | PEC Zwolle | 3 - 1 (1 - 0) | De Graafschap                                                                               | Opstelling PEC Zwolle: |
| 15 augustus 1981 Plaats: Zwolle Oosterenkstadion Toeschouwers: 5.000 Scheidsrechter: Jan Keizer                        | Peter van der Hengst 18' Ype Hamming 64' Ron Jans (pen) 90'                                                     |               | 79' Ben Hulshoff                                                                            | Jans |
| 2e speelronde | FC Twente | 2 - 0 (0 - 0) | PEC Zwolle                                                                                  | Opstelling PEC Zwolle: |
| 19 augustus 1981 Plaats: Enschede Stadion Het Diekman Toeschouwers: 7.000 Scheidsrechter: Henk Weerink                 | Ab Gritter 62' Manuel Sánchez Torres 78'                                                                        |               |                                                                                             | |
| 3e speelronde | Ajax | 5 - 1 (4 - 0) | PEC Zwolle                                                                                  | Opstelling PEC Zwolle: |
| 23 augustus 1981 Plaats: Amsterdam Stadion De Meer Toeschouwers: 8.000 Scheidsrechter: Piet Bosman                     | Dick Schoenaker 21' Søren Lerby 28' Frank Rijkaard 32' Gerald Vanenburg 37' Jesper Olsen 67'                    |               | 57' John Holshuijsen                                                                        | |
| 4e speelronde | PEC Zwolle | 2 - 2 (0 - 1) | ADO Den Haag                                                                                | Opstelling PEC Zwolle: |
| 26 augustus 1981 Plaats: Zwolle Oosterenkstadion Toeschouwers: 4.000 Scheidsrechter: Egbert Mulder                     | Rinus Israël 56' Rinus Israël 86'                                                                               |               | 43' Nicky Morgan 89' Renke Prevo                                                            | IJzerman |
| 5e speelronde | FC Groningen | 6 - 2 (3 - 1) | PEC Zwolle                                                                                  | Opstelling PEC Zwolle: |
| 30 augustus 1981 Plaats: Groningen Stadion Oosterpark Toeschouwers: 11.000 Scheidsrechter: Ignace van Swieten          | Karel Hiddink 3' Peter Houtman 33' Ronald Koeman (pen) 43' Jan van Dijk 52' Herman Dijkstra 62' Steve Goble 77' |               | 45' (pen) Ron Jans 64' Gerard van Moorst                                                    | Raven, Israël, Drost (Fühler), Van Moorst, IJzerman, Holshuijsen, Hendriksen, Booy, Visscher, Riemens, Van der Hengst, Jans           |
| 6e speelronde | PEC Zwolle | 1 - 1 (1 - 1) | Sparta                                                                                      | Opstelling PEC Zwolle: |
| 12 september 1981 Plaats: Zwolle Oosterenkstadion Toeschouwers: 6.500 Scheidsrechter: Gerard Geurds                    | Ron Jans 34' |               | 9' Wout Holverda                                                                            | Israël |
| 7e speelronde | NAC | 4 - 0 (0 - 0) | PEC Zwolle                                                                                  | Opstelling PEC Zwolle: |
| 19 september 1981 Plaats: Breda NAC-stadion (Beatrixstraat) Toeschouwers: 6.753 Scheidsrechter: Bouke Draaisma         | Anton Joore 47' Guus van der Borgt 68' Koos Waslander 69' Martien Vreijsen 88'                                  |               |                                                                                             | |
| 8e speelronde | PEC Zwolle | 0 - 1 (0 - 0) | PSV                                                                                         | Opstelling PEC Zwolle: |
| 26 september 1981 Plaats: Zwolle Oosterenkstadion Toeschouwers: 9.000 Scheidsrechter: Bep Thomas                       | |               | 90' Ernie Brandts                                                                           | |
| 9e speelronde | Go Ahead Eagles                                                                                                 | 2 - 2 (1 - 2) | PEC Zwolle                                                                                  | Opstelling PEC Zwolle: |
| 3 oktober 1981 Plaats: Deventer Adelaarshorst Toeschouwers: 10.000 Scheidsrechter: Chris van der Laar                  | Gerdo Hazelhekke 36' Gerdo Hazelhekke 83'                                                                       | IJsselderby   | 6' John Holshuijsen 43' John Delamere                                                       | Delamere |
| 10e speelronde | PEC Zwolle | 1 - 1 (0 - 0) | FC Utrecht                                                                                  | Opstelling PEC Zwolle: |
| 17 oktober 1981 Plaats: Zwolle Oosterenkstadion Toeschouwers: 6.000 Scheidsrechter: Henk van Ettekoven                 | John Delamere 55'                                                                                               |               | 83' Leo van Veen                                                                            | |
| 11e speelronde | Roda JC | 4 - 1 (2 - 0) | PEC Zwolle                                                                                  | Opstelling PEC Zwolle: |
| 25 oktober 1981 Plaats: Kerkrade Gemeentelijk Sportpark Kaalheide Toeschouwers: 6.300 Scheidsrechter: George Oetelmans | John Eriksen 44' John Eriksen 45' Dick Nanninga 47' Rinus Israël (e.d.) 76'                                     |               | 77' Chris Riemens                                                                           | Hendriksen |
| 12e speelronde | PEC Zwolle | 0 - 0 (0 - 0) | AZ '67                                                                                      | Opstelling PEC Zwolle: |
| 7 november 1981 Plaats: Zwolle Oosterenkstadion Toeschouwers: 8.500 Scheidsrechter: Charles Corver                     | |               |                                                                                             | |
| 13e speelronde | FC Haarlem | 2 - 1 (1 - 0) | PEC Zwolle                                                                                  | Opstelling PEC Zwolle: |
| 11 november 1981 Plaats: Haarlem Haarlemstadion Toeschouwers: 2.700 Scheidsrechter: Gerard de Schepper                 | Gerrie Kleton 40' Wim Balm 55'                                                                                  |               | 84' (pen) Ron Jans                                                                          | Hendriksen, Holshuijsen |
| 14e speelronde | PEC Zwolle | 1 - 0 (0 - 0) | N.E.C.                                                                                      | Opstelling PEC Zwolle: |
| 21 november 1981 Plaats: Zwolle Oosterenkstadion Toeschouwers: 3.500 Scheidsrechter: Jo Boss                           | Peter van der Hengst 72'                                                                                        |               |                                                                                             | |
| 15e speelronde | Feyenoord | 5 - 5 (3 - 1) | PEC Zwolle                                                                                  | Opstelling PEC Zwolle: |
| 29 november 1981 Plaats: Rotterdam Stadion Feijenoord Toeschouwers: 12.108 Scheidsrechter: Cees Bakker                 | Ivan Nielsen 9' Andrej Jeliazkov 33' Pierre Vermeulen (pen) 40' Josef Kaczor 69' Andrej Jeliazkov 84'           |               | 18' John Delamere 69' Ron Jans 73' Ron Jans 87' Ron Jans 90' Alex Booy                      | |
| 16e speelronde | PEC Zwolle | 1 - 5 (0 - 3) | Willem II                                                                                   | Opstelling PEC Zwolle: |
| 6 december 1981 Plaats: Zwolle Oosterenkstadion Toeschouwers: 4.000 Scheidsrechter: Bouke Draaisma                     | Ron Jans 54' |               | 18' Rob McDonald 35' Jan van der Veen 40' Rob McDonald 69' Toon Nelemans 75' Ad van de Wiel | |
| 17e speelronde | PEC Zwolle | 5 - 1 (1 - 0) | FC Twente                                                                                   | Opstelling PEC Zwolle: |
| 30 januari 1982 Plaats: Zwolle Oosterenkstadion Toeschouwers: 3.000 Scheidsrechter: Jan Keizer                         | Peter van der Hengst 22' Ron Jans (pen) 47' Jan Hendriksen 59' John van den Wildenberg 71' Ron Jans 80'         |               | 76' Martien Vreijsen                                                                        | |
| 18e speelronde | De Graafschap                                                                                                   | 2 - 0 (0 - 0) | PEC Zwolle                                                                                  | Opstelling PEC Zwolle: |
| 7 februari 1982 Plaats: Doetinchem Stadion De Vijverberg Toeschouwers: 3.000 Scheidsrechter: Gerard Geurds             | Hein Schreur (pen) 77' Joh van Zoest 90'                                                                        |               |                                                                                             | |
| 19e speelronde | PEC Zwolle | 1 - 3 (0 - 2) | Ajax                                                                                        | Opstelling PEC Zwolle: |
| 13 februari 1982 Plaats: Zwolle Oosterenkstadion Toeschouwers: 14.000 Scheidsrechter: Egbert Mulder                    | Frank Rijkaard (e.d.) 56'                                                                                       |               | 9' Jesper Olsen 27' Jesper Olsen 58' Gerald Vanenburg                                       | |
| 20e speelronde | FC Den Haag | 2 - 1 (2 - 0) | PEC Zwolle                                                                                  | Opstelling PEC Zwolle: |
| 28 februari 1982 Plaats: Den Haag Zuiderparkstadion Toeschouwers: 3.500 Scheidsrechter: Cees Bakker                    | Bram Rontberg 29' Bram Rontberg 40'                                                                             |               | 52' Peter van der Hengst                                                                    | Delamere |
| 21e speelronde | MVV | 0 - 1 (0 - 0) | PEC Zwolle                                                                                  | Opstelling PEC Zwolle: |
| 2 maart 1982 Plaats: Maastricht De Geusselt Toeschouwers: 3.000 Scheidsrechter: John Blankenstein                      | |               | 72' Alex Booy                                                                               | |
| 22e speelronde | PEC Zwolle | 0 - 4 (0 - 3) | FC Groningen                                                                                | Opstelling PEC Zwolle: |
| 6 maart 1982 Plaats: Zwolle Oosterenkstadion Toeschouwers: 5.000 Scheidsrechter: Cees Bakker                           | |               | 2' Theo Keukens 7' Peter Houtman 23' Eddy Bakker 60' Peter Houtman                          | Van Geffen, Drost, Kamstra, Van Moorst, Hamming, Hendriksen, Fühler (Visscher), IJzerman, Riemens, Van den Wildenberg, Van der Hengst |
| 23e speelronde | Sparta | 1 - 1 (1 - 1) | PEC Zwolle                                                                                  | Opstelling PEC Zwolle: |
| 14 maart 1982 Plaats: Rotterdam Spartastadion Het Kasteel Toeschouwers: 4.500 Scheidsrechter: Jan Keizer               | Edwin Olde Riekerink 7'                                                                                         |               | 36' Peter van der Hengst                                                                    | Israël |
| 24e speelronde | PEC Zwolle | 1 - 2 (0 - 2) | NAC                                                                                         | Opstelling PEC Zwolle: |
| 20 maart 1982 Plaats: Zwolle Oosterenkstadion Toeschouwers: 2.500 Scheidsrechter: Charles Corver                       | René IJzerman 53'                                                                                               |               | 1' Koos Waslander 34' Willy Janssen                                                         | |
| 25e speelronde | PSV | 1 - 1 (1 - 1) | PEC Zwolle                                                                                  | Opstelling PEC Zwolle: |
| 27 maart 1982 Plaats: Eindhoven Philips Stadion Toeschouwers: 17.000 Scheidsrechter: Henk Weerink                      | René van de Kerkhof 18'                                                                                         |               | 23' Ype Hamming                                                                             | |
| 26e speelronde | PEC Zwolle | 2 - 0 (2 - 0) | MVV                                                                                         | Opstelling PEC Zwolle: |
| 3 april 1982 Plaats: Zwolle Oosterenkstadion Toeschouwers: 4.500 Scheidsrechter: Ignace van Swieten                    | Alex Kamstra 8' Peter van der Hengst 42'                                                                        |               |                                                                                             | |
| 27e speelronde | PEC Zwolle | 3 - 0 (1 - 0) | Go Ahead Eagles                                                                             | Opstelling PEC Zwolle: |
| 6 april 1982 Plaats: Zwolle Oosterenkstadion Toeschouwers: 5.500 Scheidsrechter: Gerard Geurds                         | Peter van der Hengst 40' Alex Booy 64' Jan Hendriksen 73'                                                       | IJsselderby   |                                                                                             | |
| 28e speelronde | FC Utrecht | 3 - 0 (1 - 0) | PEC Zwolle                                                                                  | Opstelling PEC Zwolle: |
| 10 april 1982 Plaats: Utrecht Veemarktterrein Toeschouwers: 3.500 Scheidsrechter: Jan Severein                         | Gert Kruys 43' Ton de Kruijk 77' Gert Kruys 86'                                                                 |               |                                                                                             | |
| 29e speelronde | PEC Zwolle | 3 - 1 (1 - 1) | Roda JC                                                                                     | Opstelling PEC Zwolle: |
| 17 april 1982 Plaats: Zwolle Oosterenkstadion Toeschouwers: 4.000 Scheidsrechter: Chris van der Laar                   | Alex Kamstra 3' Peter van der Hengst 48' Chris Riemens 59'                                                      |               | 4' Dick Nanninga                                                                            | |
| 30e speelronde | AZ '67 | 1 - 1 (1 - 1) | PEC Zwolle                                                                                  | Opstelling PEC Zwolle: |
| 24 april 1982 Plaats: Alkmaar Alkmaarderhout Toeschouwers: 5.000 Scheidsrechter: Bep Thomas                            | Kees (Pier) Tol 38'                                                                                             |               | 32' Alex Kamstra                                                                            | |
| 31e speelronde | PEC Zwolle | 0 - 0 (0 - 0) | FC Haarlem                                                                                  | Opstelling PEC Zwolle: |
| 1 mei 1982 Plaats: Zwolle Oosterenkstadion Toeschouwers: 4.800 Scheidsrechter: Egbert Mulder                           | |               |                                                                                             | |
| 32e speelronde | N.E.C. | 3 - 1 (1 - 0) | PEC Zwolle                                                                                  | Opstelling PEC Zwolle: |
| 8 mei 1982 Plaats: Nijmegen Goffertstadion Toeschouwers: 4.000 Scheidsrechter: Piet Bosman                             | Paul Meijers 25' John Vievermans 49' Ron de Groot 88'                                                           |               | 63' Alex Kamstra                                                                            | Drost |
| 33e speelronde | PEC Zwolle | 2 - 1 (0 - 1) | Feyenoord                                                                                   | Opstelling PEC Zwolle: |
| 15 mei 1982 Plaats: Zwolle Oosterenkstadion Toeschouwers: 8.500 Scheidsrechter: Cees Bakker                            | Ron Jans 65' Ron Jans (pen) 87'                                                                                 |               | 7' Karel Bouwens                                                                            | Delamere |
| 34e speelronde | Willem II | 3 - 1 (2 - 1) | PEC Zwolle                                                                                  | Opstelling PEC Zwolle: |
| 22 mei 1982 Plaats: Tilburg Gemeentelijk Sportpark Tilburg Toeschouwers: 4.500 Scheidsrechter: Jan Keizer              | Rob McDonald 33' Rob McDonald 39' Toon Nelemans 65'                                                             |               | 5' Peter van der Hengst                                                                     | Van der Hengst |

### KNVB Beker
| 2e ronde                                                                                         | PEC Zwolle                                                                                         | 3 - 2 (1 - 1) | FC Groningen                                        | Opstelling PEC Zwolle: |
| 31 oktober 1981 Plaats: Zwolle Oosterenkstadion Toeschouwers: 5.000 Scheidsrechter: Piet Bosman  | John Delamere 11' John Delamere 57' Chris Riemens 86'                                              |               | 12' Peter Houtman 84' Peter Houtman                 | Raven, Israël, Drost (Hamming), Van Moorst, IJzerman, Hendriksen, Fühler (Holshuijsen), Van der Hengst, Riemens, Delamere, Jans |
| 3e ronde                                                                                         | PEC Zwolle                                                                                         | 1 - 0 (0 - 0) | Feyenoord                                           | Opstelling PEC Zwolle: |
| 3 februari 1982 Plaats: Zwolle Oosterenkstadion Toeschouwers: 9.500 Scheidsrechter: Bep Thomas   | Ron Jans 87'                                                                                       |               |                                                     | |
| Kwartfinale                                                                                      | AZ "67                                                                                             | 6 - 1 (3 - 0) | PEC Zwolle                                          | Opstelling PEC Zwolle: |
| 20 februari 1982 Plaats: Alkmaar Alkmaarderhout Toeschouwers: 4.000 Scheidsrechter: Jan Severein | Kees (Pier) Tol 10', 44' Kees Kist 39' Jan Hendriksen 63' (e.d.) Kees Kist 79' Kristen Nygaard 87' |               | 65' Chris Riemens                                   | |
| Kwartfinale                                                                                      | PEC Zwolle                                                                                         | 2 - 3 (0 - 2) | AZ '67                                              | Opstelling PEC Zwolle: |
| 10 maart 1982 Plaats: Zwolle Oosterenkstadion Toeschouwers: 1.000 Scheidsrechter: Bouke Draaisma | John van den Wildenberg 48' Chris Riemens 55'                                                      |               | 40' Jan Peters 41' Jan Gaasbeek 60' Kees (Pier) Tol | |

## Selectie en technische staf

### Selectie 1981/82
| Nr. |                    | Naam                    | Competitie | Competitie | Beker   | Beker   | Totaal  | Totaal  | Seizoen | Vorige club   | Debuut            |         |         |         |         |         |         |
| Nr. | W                  | Naam                    |            | W          |         | W       |         |         | Seizoen | Vorige club   | Debuut            |         |         |         |         |         |         |
|     |                    | Keepers                 | Keepers    | Keepers    | Keepers | Keepers | Keepers | Keepers | Keepers | Keepers       | Keepers           | Keepers | Keepers | Keepers | Keepers | Keepers | Keepers |
| --- | ------------------ | ----------------------- | ---------- | ---------- | ------- | ------- | ------- | ------- | ------- | ------------- | ----------------- | ------- | ------- | ------- | ------- | ------- | ------- |
| -   | Vlag van Nederland | Bert van Geffen         | 9          | 0          | 0       | 0       | 9       | 0       | 5e      | Wageningen    | 1977              |         |         |         |         |         |         |
| -   | Vlag van Nederland | Ad Raven                | 26         | 0          | 0       | 0       | 26      | 0       | 3e      | FC Amsterdam  | 5 april 1980      |         |         |         |         |         |         |
|     |                    | Verdedigers             |            |            |         |         |         |         |         |               |                   |         |         |         |         |         |         |
| -   | Vlag van Nederland | Klaas Drost             | 24         | 0          | 0       | 0       | 24      | 0       | 11e     | Jeugd         | 1970              |         |         |         |         |         |         |
| -   | Vlag van Nederland | Grads Fühler            | 19         | 0          | 0       | 0       | 19      | 0       | 2e      | Jeugd         | 29 november 1980  |         |         |         |         |         |         |
| -   | Vlag van Nederland | René IJzerman           | 30         | 1          | 0       | 0       | 30      | 1       | 10e     | Jeugd         | 1972              |         |         |         |         |         |         |
| -   | Vlag van Nederland | Rinus Israël            | 14         | 2          | 0       | 0       | 14      | 2       | 7e      | Excelsior     | 1975              |         |         |         |         |         |         |
| -   | Vlag van Nederland | Alex Kamstra            | 30         | 4          | 0       | 0       | 30      | 4       | 1e      | Jeugd         | 15 augustus 1981  |         |         |         |         |         |         |
| -   | Vlag van Nederland | Henry Pelleboer         | 1          | 0          | 0       | 0       | 1       | 0       | 1e      | IJVV          | 13 februari 1982  |         |         |         |         |         |         |
| -   | Vlag van Nederland | John van den Wildenberg | 8          | 1          | 0       | 1       | 8       | 2       | 3e      | Niet bekend   | 19 augustus 1979  |         |         |         |         |         |         |
|     |                    | Middenvelders           |            |            |         |         |         |         |         |               |                   |         |         |         |         |         |         |
| -   | Vlag van Nederland | Alex Booy               | 30         | 3          | 0       | 0       | 30      | 3       | 3e      | Hattem        | 20 februari 1980  |         |         |         |         |         |         |
| -   | Vlag van Nederland | Ype Hamming             | 27         | 2          | 0       | 0       | 27      | 2       | 7e      | Niet bekend   | 1978              |         |         |         |         |         |         |
| -   | Vlag van Nederland | Jan Hendriksen          | 33         | 2          | 0       | 0       | 33      | 2       | 6e      | Niet bekend   | 1976              |         |         |         |         |         |         |
| -   | Vlag van Nederland | John Holshuijsen        | 18         | 2          | 0       | 0       | 18      | 2       | 1e      | Ajax          | 15 augustus 1981  |         |         |         |         |         |         |
| -   | Vlag van Nederland | Gerard van Moorst       | 24         | 1          | 0       | 0       | 24      | 1       | 4e      | Niet bekend   | 1978              |         |         |         |         |         |         |
| -   | Vlag van Nederland | Gerrit Visscher         | 21         | 0          | 0       | 0       | 21      | 0       | 2e      | ESC           | 20 september 1980 |         |         |         |         |         |         |
|     |                    | Aanvallers              |            |            |         |         |         |         |         |               |                   |         |         |         |         |         |         |
| -   | Vlag van Ierland   | John Delamere           | 14         | 3          | 0       | 2       | 14      | 5       | 1e      | Shelbourne FC | 19 september 1981 |         |         |         |         |         |         |
| -   | Vlag van Nederland | Ron Jans                | 29         | 12         | 0       | 1       | 29      | 13      | 6e      | Jeugd         | 1976              |         |         |         |         |         |         |
| -   | Vlag van Nederland | Peter van der Hengst    | 31         | 9          | 0       | 0       | 31      | 9       | 3e      | Ajax          | 3 november 1979   |         |         |         |         |         |         |
| -   | Vlag van Nederland | Chris Riemens           | 31         | 2          | 0       | 3       | 31      | 5       | 2e      | Roda JC       | 24 augustus 1980  |         |         |         |         |         |         |
| Nr. |                    | Naam                    | W          |            | W       |         | W       |         | Seizoen | Vorige club   | Debuut            |         |         |         |         |         |         |
| Nr. | Competitie         | Competitie              | Beker      | Beker      | Totaal  | Totaal  |         |         | Seizoen | Vorige club   | Debuut            |         |         |         |         |         |         |

### Technische staf
| Naam          | Functie      |
| ------------- | ------------ |
| Fritz Korbach | Hoofdtrainer |

## Statistieken PEC Zwolle 1981/1982

### Eindstand PEC Zwolle in de Nederlandse Eredivisie 1981 / 1982
| Stand | Gespeeld | Gewonnen | Gelijk | Verloren | Punten | Doelpunten voor | Doelpunten tegen | Gele kaarten | Rode kaarten |
| ----- | -------- | -------- | ------ | -------- | ------ | --------------- | ---------------- | ------------ | ------------ |
| 15e   | 34       | 8        | 10     | 16       | 26     | 45              | 69               | -            | -            |

### Topscorers
| #              | Naam                    | Goal |
| -------------- | ----------------------- | ---- |
| 1.             | Ron Jans                | 12   |
| 2.             | Peter van der Hengst    | 9    |
| 3.             | Alex Kamstra            | 4    |
| 4.             | Alex Booy               | 3    |
| 4.             | John Delamere           | 3    |
| 6.             | Ype Hamming             | 2    |
| 6.             | Jan Hendriksen          | 2    |
| 6.             | John Holshuijsen        | 2    |
| 6.             | Rinus Israël            | 2    |
| 6.             | Chris Riemens           | 2    |
| 11.            | René IJzerman           | 1    |
| 11.            | Gerard van Moorst       | 1    |
| 11.            | John van den Wildenberg | 1    |
| Eigen doelpunt |                         |      |
| 1.             | Frank Rijkaard (Ajax)   | 1    |
| Totaal         | Totaal                  | 45   |

| #      | Naam                    | Goal |
| ------ | ----------------------- | ---- |
| 1.     | Chris Riemens           | 3    |
| 2.     | John Delamere           | 2    |
| 3.     | Ron Jans                | 1    |
| 3.     | John van den Wildenberg | 1    |
| Totaal | Totaal                  | 7    |

### Punten per speelronde
| Speelronde | 1 | 2 | 3 | 4 | 5 | 6 | 7 | 8 | 9 | 10 | 11 | 12 | 13 | 14 | 15 | 16 | 17 | 18 | 19 | 20 | 21 | 22 | 23 | 24 | 25 | 26 | 27 | 28 | 29 | 30 | 31 | 32 | 33 | 34 |
| ---------- | - | - | - | - | - | - | - | - | - | -- | -- | -- | -- | -- | -- | -- | -- | -- | -- | -- | -- | -- | -- | -- | -- | -- | -- | -- | -- | -- | -- | -- | -- | -- |
| Punten     | 2 | 0 | 0 | 1 | 0 | 1 | 0 | 0 | 1 | 1  | 0  | 1  | 0  | 2  | 1  | 0  | 2  | 0  | 0  | 0  | 2  | 0  | 1  | 0  | 1  | 2  | 2  | 0  | 2  | 1  | 1  | 0  | 2  | 0  |

### Punten na speelronde
| Speelronde | 1 | 2 | 3 | 4 | 5 | 6 | 7 | 8 | 9 | 10 | 11 | 12 | 13 | 14 | 15 | 16 | 17 | 18 | 19 | 20 | 21 | 22 | 23 | 24 | 25 | 26 | 27 | 28 | 29 | 30 | 31 | 32 | 33 | 34 |
| ---------- | - | - | - | - | - | - | - | - | - | -- | -- | -- | -- | -- | -- | -- | -- | -- | -- | -- | -- | -- | -- | -- | -- | -- | -- | -- | -- | -- | -- | -- | -- | -- |
| Punten     | 2 | 2 | 2 | 3 | 3 | 4 | 4 | 4 | 5 | 6  | 6  | 7  | 7  | 9  | 10 | 10 | 12 | 12 | 12 | 12 | 14 | 14 | 15 | 15 | 16 | 18 | 20 | 20 | 22 | 23 | 24 | 24 | 26 | 26 |

### Stand na speelronde
| Speelronde | 1  | 2   | 3   | 4   | 5   | 6   | 7   | 8   | 9   | 10  | 11  | 12  | 13  | 14  | 15  | 16  | 17  | 18  | 19  | 20  | 21  | 22  | 23  | 24  | 25  | 26  | 27  | 28  | 29  | 30  | 31  | 32  | 33  | 34  |
| ---------- | -- | --- | --- | --- | --- | --- | --- | --- | --- | --- | --- | --- | --- | --- | --- | --- | --- | --- | --- | --- | --- | --- | --- | --- | --- | --- | --- | --- | --- | --- | --- | --- | --- | --- |
| Stand      | 3e | 10e | 15e | 15e | 16e | 15e | 16e | 17e | 17e | 17e | 16e | 16e | 17e | 16e | 15e | 16e | 15e | 15e | 16e | 16e | 16e | 16e | 16e | 16e | 16e | 15e | 14e | 14e | 14e | 14e | 13e | 15e | 14e | 15e |

### Doelpunten per speelronde
| Speelronde | 1 | 2 | 3 | 4 | 5 | 6 | 7 | 8 | 9 | 10 | 11 | 12 | 13 | 14 | 15 | 16 | 17 | 18 | 19 | 20 | 21 | 22 | 23 | 24 | 25 | 26 | 27 | 28 | 29 | 30 | 31 | 32 | 33 | 34 | Totaal |
| ---------- | - | - | - | - | - | - | - | - | - | -- | -- | -- | -- | -- | -- | -- | -- | -- | -- | -- | -- | -- | -- | -- | -- | -- | -- | -- | -- | -- | -- | -- | -- | -- | ------ |
| Doelpunten | 3 | 0 | 1 | 2 | 2 | 1 | 0 | 0 | 2 | 1  | 1  | 0  | 1  | 1  | 5  | 1  | 5  | 0  | 1  | 1  | 1  | 0  | 1  | 1  | 1  | 2  | 3  | 0  | 3  | 1  | 0  | 1  | 2  | 1  | 45     |